# Łysostopek szpilkowy

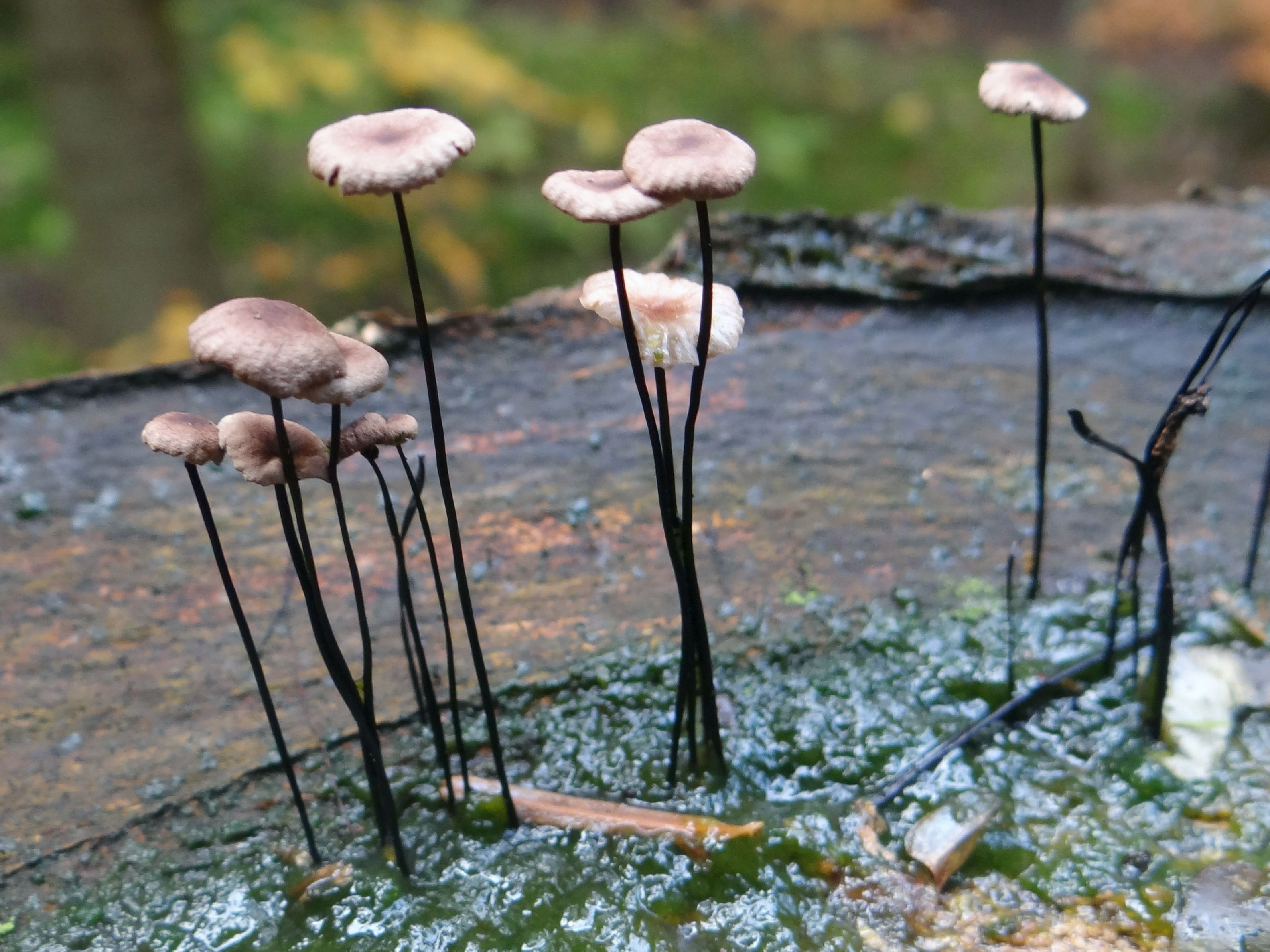

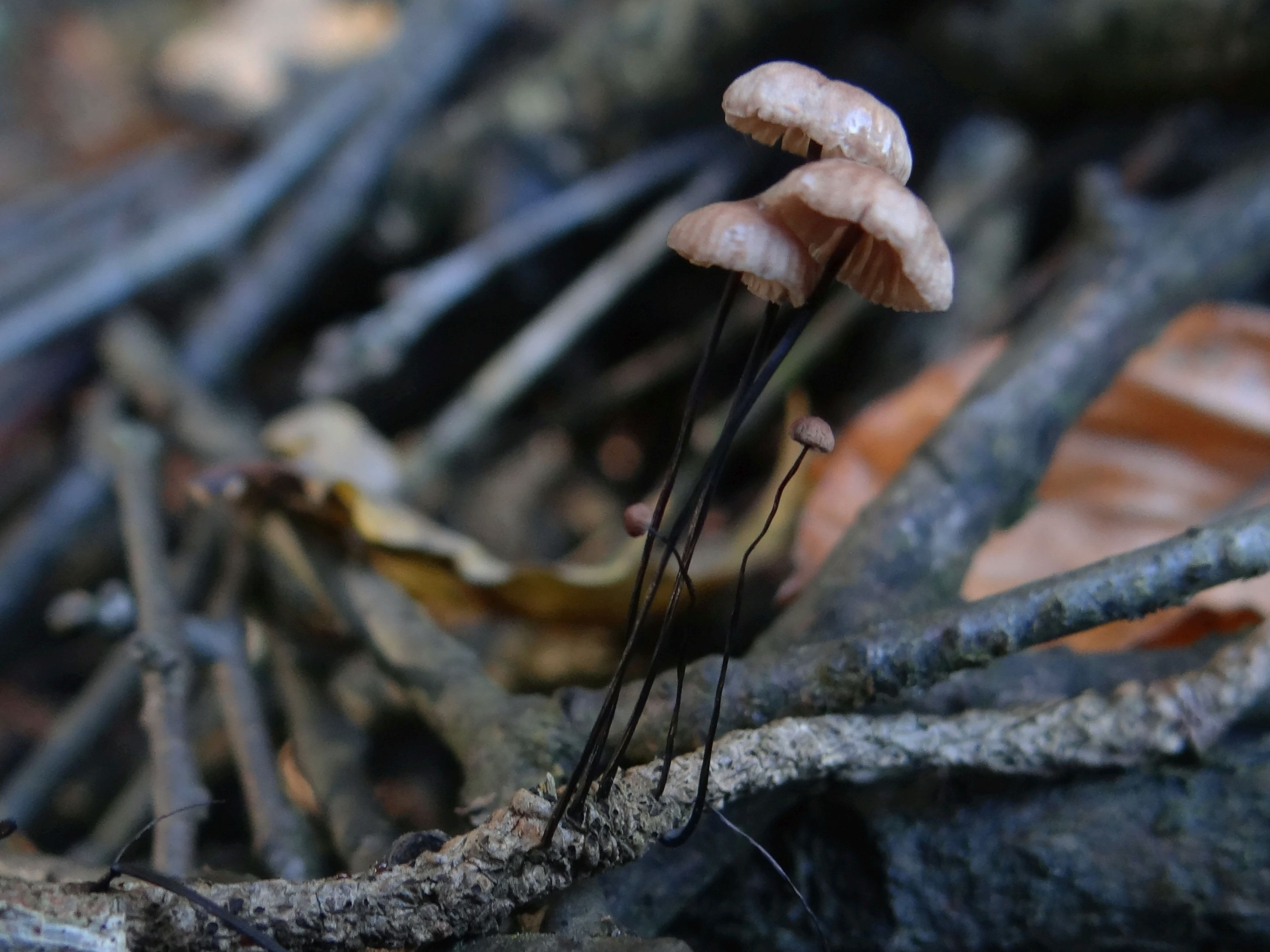

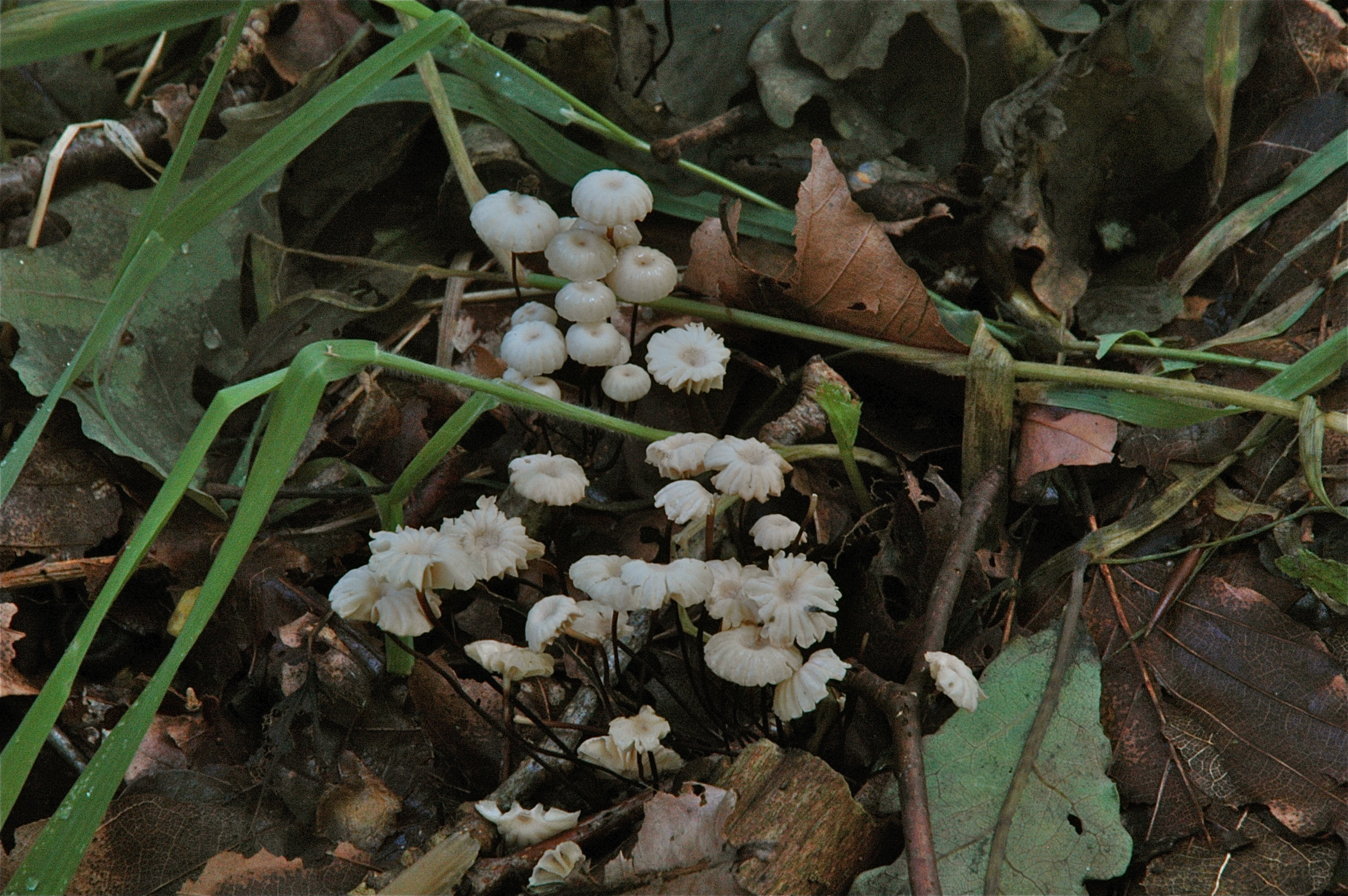

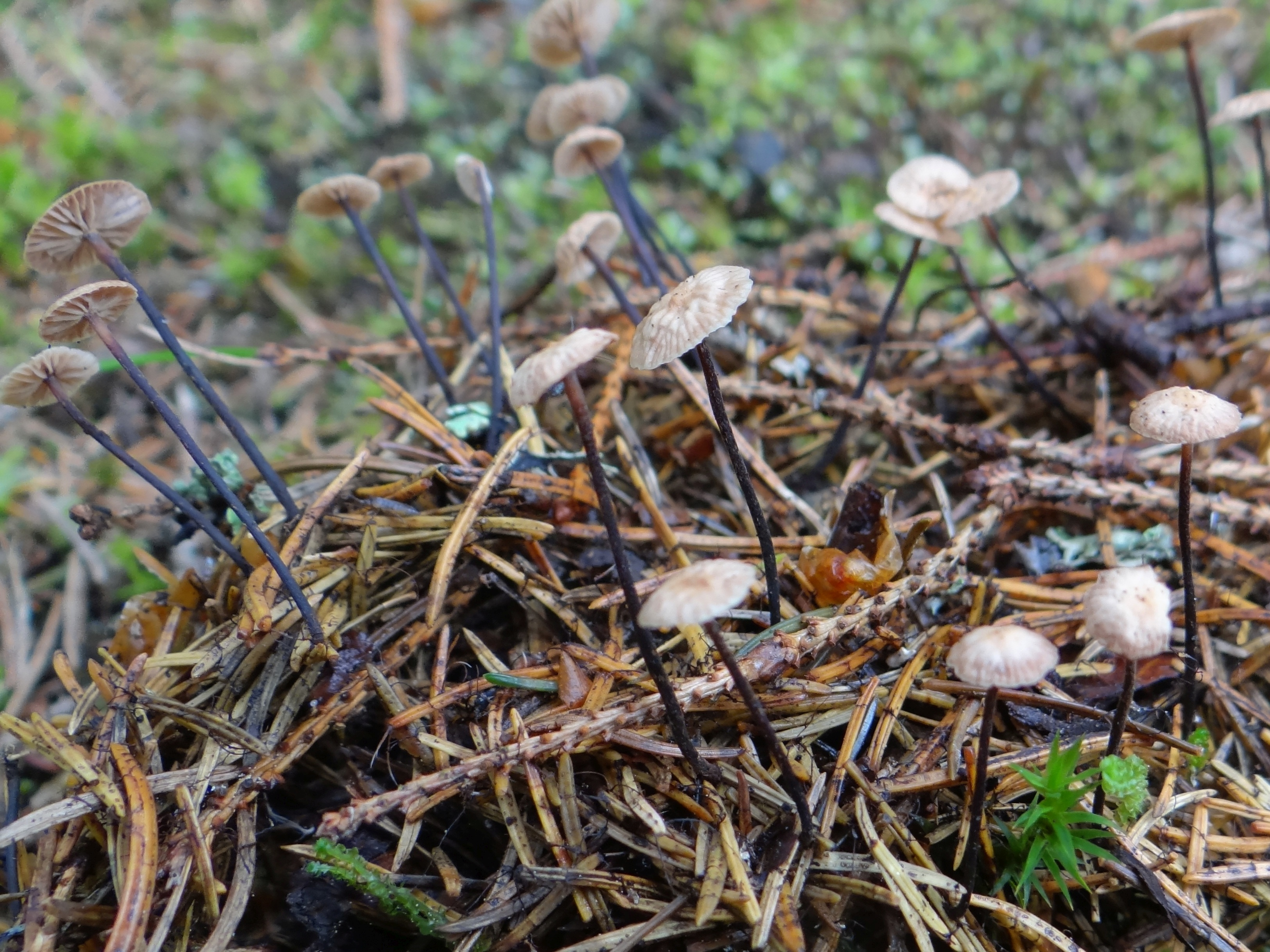

Łysostopek szpilkowy, twardzioszek szpilkowy, szczetkostopek szpilkowy (Gymnopus androsaceus (L.) Della Maggiora & Trassinelli) – gatunek grzybów należący do rodziny Omphalotaceae.

## Systematyka i nazewnictwo
Pozycja w klasyfikacji według Index Fungorum: Gymnopus, Omphalotaceae, Agaricales, Agaricomycetidae, Agaricomycetes, Agaricomycotina, Basidiomycota, Fungi.
Po raz pierwszy opisał go w 1753 r. Karol Linneusz, nadając mu nazwę Agaricus androsaceus. Później przez różnych uczonych zaliczany był do rodzajów Androsaceus, Chamaceras, Marasmius, Merulius i Setulipes. Według najnowszych ustaleń taksonomicznych (2014 r.) należy do rodzaju Gymnopus. Synonimy nazwy naukowej:
- Agaricus androsaceus L. 1753
- Androsaceus androsaceus (L.) Rea 1922
- Chamaeceras androsaceus (L.) Kuntze 1898
- Gymnopus androsaceus (L.) J.L. Mata & R.H. Petersen 2004
- Marasmius androsaceus (L.) Fr. 1838
- Merulius androsaceus (L.) With. 1796
- Setulipes androsaceus (L.) Antonín 1987

W polskim piśmiennictwie mykologicznym gatunek ten opisywany był pod nazwami bedłka szpilkowa lub twardzioszek szpilkowy, a w 2003 r. Władysław Wojewoda zaproponował nazwę szczetkostopek szpilkowy. Wszystkie te nazwy są niespójne z nazwą naukową, gdyż gatunek ten obecnie należy do rodzaju Gymnopus (łysostopek). Nazwę łysostopek szpilkowy podaje opracowanie Grzyby i mszaki Wigierskiego Parku Narodowego.

## Morfologia
Kapelusz
O średnicy 3–12 mm. Kształt półkolisty z płaskim, lub nieco wgłębionym wierzchołkiem. Powierzchnia gładka o barwie cielistej lub czerwonawobrązowej. Często kapelusz bywa pomarszczony i wyblakły, a jego brzeg prążkowany. Wykazuje cechę charakterystyczna dla twardzioszków: w czasie suchej pogody kapelusz wraz z trzonem wysychają i kurczą się tak, że są prawie niewidoczne. Po opadach deszczu ponownie nabiera jędrności i rośnie dalej.
Blaszki
Rzadkie, różnej długości, przyrośnięte do trzonu. Mają barwę białawą lub brązowawą.
Trzon
Nitkowaty, czasami górą poszerzony, o wysokości 2–6 cm i grubości 1 mm. Powierzchnia gładka, lśniąca, czarnobrązowa, górą niemal czarna. Jest elastyczny, trudny do przerwania. Zazwyczaj z podłoża wyrastają także liczne włosowate i podobne do trzonu wyrostki, ale bez kapelusza.
Miąższ
Bardzo cienki, w kapeluszu białawy. Zapachu brak, smak łagodny.
Gatunki podobne
Jest wiele podobnych gatunków drobnych grzybów. Niektóre z nich:
- łysostopek kapuściany (Gymnopus perforans) zwany też twardziaczkiem kapuścianym. Jest bardzo podobny i na dokładkę rośnie także na igłach drzew iglastych, często razem z łysostopkiem szpilkowym. Najłatwiej odróżnić go po przykrym zapachu gnijącej kapusty i grubszym trzonie[5]
- twardzioszek obrożowy (Marasmius rotula). Rośnie na opadłych gałązkach drzew liściastych. Odróżnia się blaszkami; są zrośnięte w kołnierzyk otaczający trzon. Ponadto ma jasny kapelusz[6].

## Występowanie i siedlisko
Występuje głównie na półkuli północnej: w Ameryce Północnej i Środkowej, Europie, Azji oraz Maroku w Afryce Północnej. Na półkuli południowej podano jego występowanie tylko w Australii i na Ziemi Ognistej na południowym krańcu Ameryki Południowej. W Polsce jest pospolity na terenie całego kraju.
Grzyb saprotroficzny. Rośnie przeważnie w lasach iglastych, na opadłych gałązkach oraz igłach drzew iglastych. Owocniki wytwarza od lipca do listopada, zwykle w grupach. Po deszczach często jego owocniki masowo pojawiają się na igliwiu.